# 今村一輔
今村 一輔（いまむら かずすけ、1927年2月21日 - 2006年12月2日）は、日本の経営者。小野田セメント社長を務めた。

## 来歴・人物
大分県出身。1952年に東京大学経済学部商業学科を卒業し、同年に小野田セメントに入社。1983年6月に常務を経て、1985年6月に社長に就任。1996年6月に秩父小野田会長に就任し、2000年4月に太平洋セメント取締役相談役を経て、同年6月には相談役に就任。
1997年4月に勲二等瑞宝章を受章。
2006年12月2日に呼吸器不全のために死去。79歳没。